# Turducken

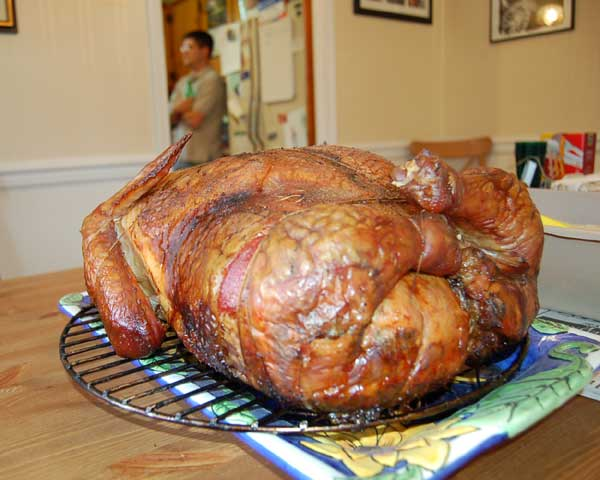
Közel tíz kilós méretű, sült turducken

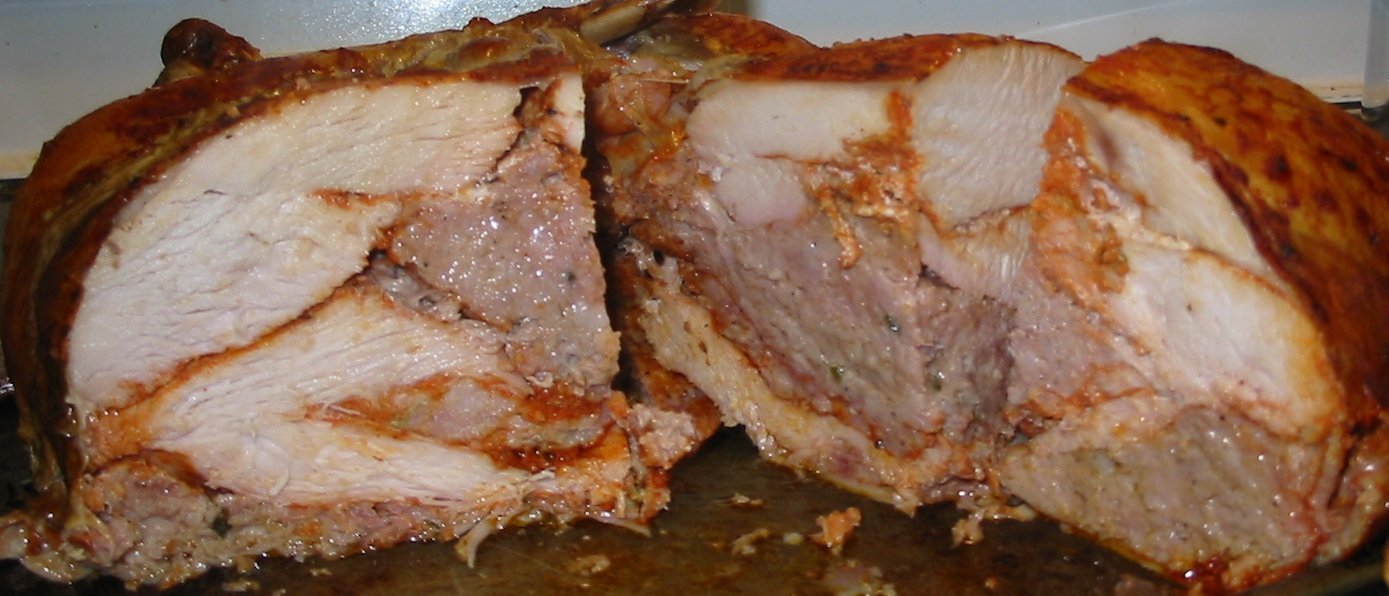
Kolbászhússal töltött turducken négy részre vágva

A turducken egy ismeretlen eredetű, feltehetőleg több évezredes múltú, ma elsősorban angol nyelvterületen ismert húsétel, mely úgy készül, hogy egy csirkét beletöltenek egy kacsába, ezt pedig beletöltik egy pulykába, és az egészet egyben megsütve tálalják fel. Ebben a változatában elsősorban az Egyesült Államokban és Kanadában ismerik, elsősorban ott használatos a turducken név is, amely a három felhasznált állat angol nevének összeforrasztásából (turkey = pulyka, duck = kacsa, chicken = csirke). A hagyományosabbnak tekinthető brit verzió gooducken néven ismeretes, mivel a pulyka helyett ott libát (goose) használnak fel hozzá.
A turducken ily módon annak a húsételtípusnak az egyik jellegzetes képviselője, melyek úgy készülnek, hogy kisebb állatokat töltenek egyre nagyobb testméretű állatok hasüregébe, majd megfelelő fűszerezés után az egészet egyben készítik el. A legkisebb állat - ez esetben a csirke - hasüregét hagyományos töltelékkel (zsemlemorzsa alapú keverékkel vagy darált hússal) töltik meg, ugyanez a töltelék kerül a töltéskor keletkező egyéb résekbe is. Az így előkészített töltött hús párolva, sütve és grillezve is elkészíthető.
Feltevések szerint hasonló ételeket már az ókori rómaiak is készítettek, a középkorban pedig főúri lakomák során kerülhettek terítékre hasonló fogások. Fennmaradt 1807-ből Grimod de La Reynière francia gasztronómusnak egy olyan receptje, amelyben 17 különböző méretű madarat töltött egymásba, a kerti poszátától a túzokig. Charles-Maurice de Talleyrand-Périgord francia diplomata nevéhez a recept olyan változata fűződik, melyben a pulykába egy csirkét, abba pedig egy pezsgőben pácolt, szarvasgombával megtöltött, hízott fürjet töltött.

## Fordítás
- Ez a szócikk részben vagy egészben  a   Turducken című angol Wikipédia-szócikk ezen változatának fordításán alapul.  Az eredeti cikk szerkesztőit annak laptörténete sorolja fel. Ez a jelzés csupán a megfogalmazás eredetét és a szerzői jogokat jelzi, nem szolgál a cikkben szereplő információk forrásmegjelöléseként.